# Pedicularis oederi
Pedicularis oederi es una planta de la familia Orobanchaceae, anteriormente incluida en las escrofulariáceas.

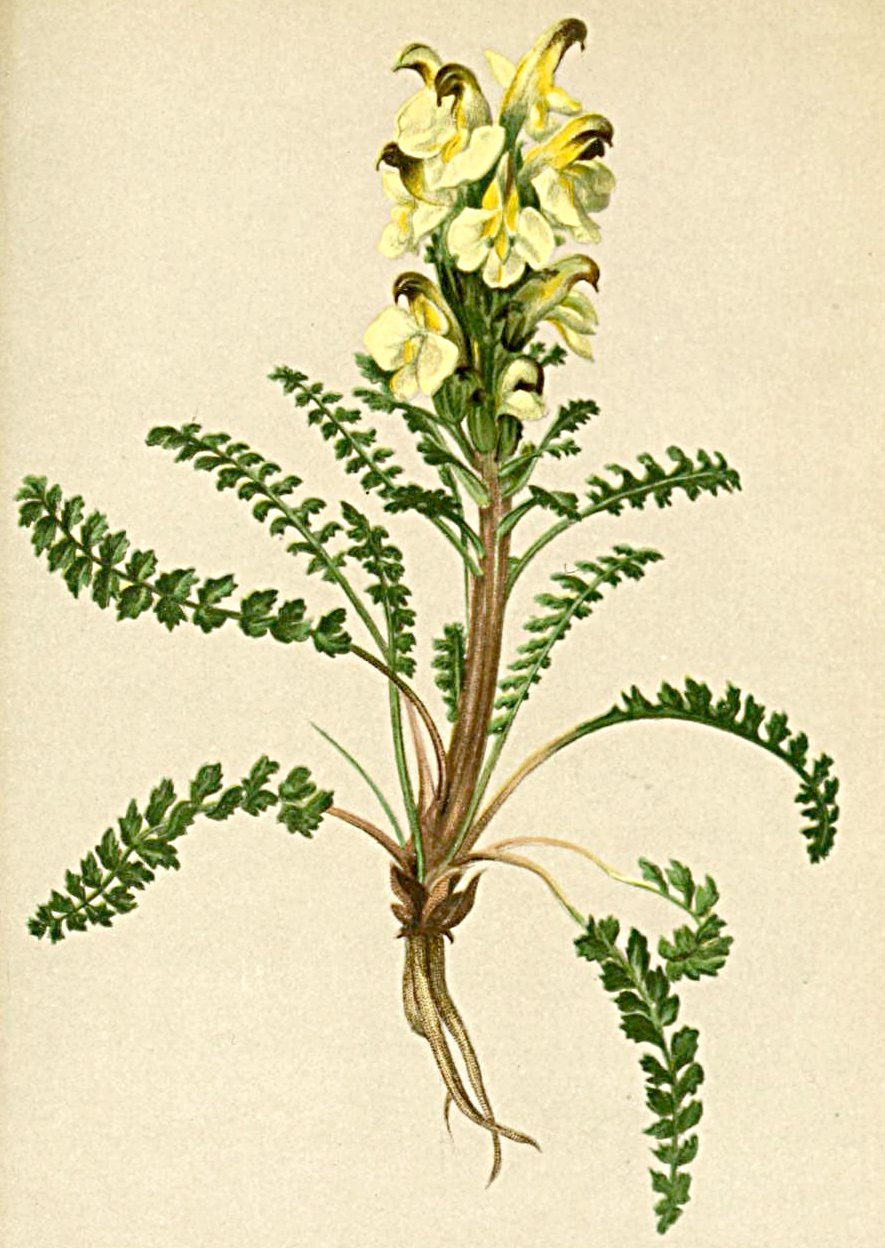
Ilustración

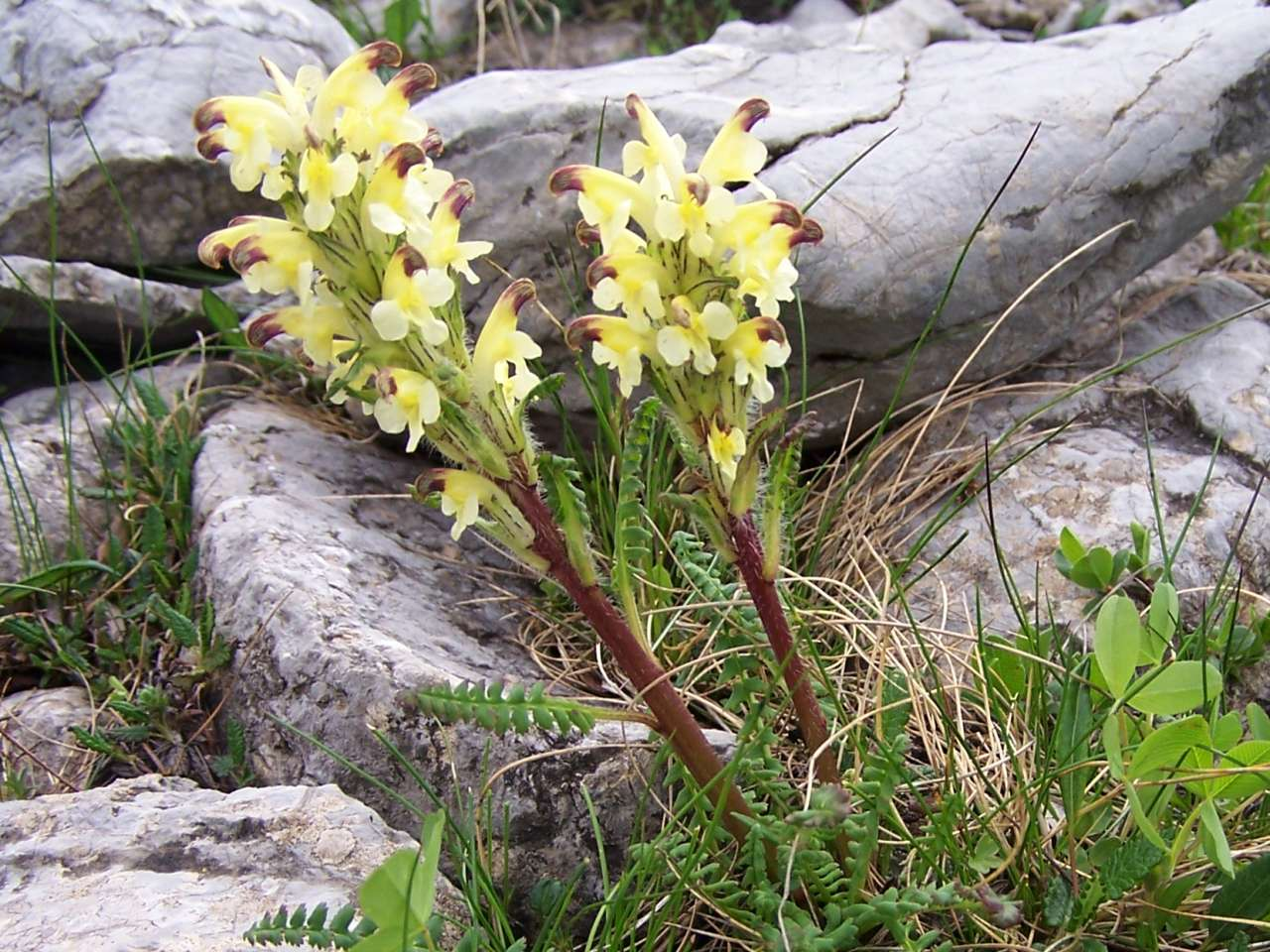
En su hábitat

## Descripción
Se distingue por sus flores amarillas con ápice carmesí en el labio superior, glabras, de hasta 2 cm, y tubo corolino  más largo que el cáliz, peloso. Tallo de hasta 15 cm, con pocas o sin hojas caulinares. Hojas lanceoladas, divididas, con lóbulos ovados, muy dentados, glabras. Flores en una inflorescencia densa espiciforme, que se hace laxa; brácteas lanceoladas, muy dentadas, pelosas más cortas que las flores. Florece a final de primavera y en verano.

## Hábitat
Praderas húmedas, tundra.

## Distribución
En Austria, Bulgaria, Suecia, Francia, Alemania, Noruega, Suiza, República Checa, Eslovaquia, Italia, antigua Yugoslavia, Polonia, Rumanía y Rusia.

## Taxonomía
Pedicularis oederi fue descrita por Vahl ex Hornem. y publicado en Dansk Oekonom. Plantel ed. 2 580–581. 1806.
Etimología
Pedicularis: nombre genérico que deriva de la palabra latína pediculus que significa "piojo", en referencia a la antigua creencia inglesa de que cuando el ganado pastaba en estas plantas, quedaban infestados con piojos.
oederi: epíteto otorgado en honor del botánico George Christian Edler von Oldenburg Oeder. 
Variedades aceptadas
- Pedicularis oederi var. albertae (Hultén) B. Boivin
- Pedicularis oederi var. angustiflora (Limpr.) Tsoong
- Pedicularis oederi subsp. branchyophylla (Pennell) Tsoong
- Pedicularis oederi subsp. multipinna (H.L. Li) Tsoong
- Pedicularis oederi f. rubra (Maxim.) Tsoong
- Pedicularis oederi var. sinensis (Maxim.) Hurus.

Sinonimia
- Pedicularis asplenifolia Muhl.
- Pedicularis oederi var. oederi
- Pedicularis oederi subsp. oederi
- Pedicularis oederi f. oederi
- Pedicularis versicolor Wahlenb.[4]